# Tour de La Provence
Tour de La Provence je jihofrancouzský etapový závod, který se koná v regionu Provence. Je organizován novinami La Provence, které také sloužily jako hlavní sponzor první tři roky. Závod se koná v únoru jako součást UCI Europe Tour na úrovni 2.1. La Provence svěřila organizaci závodu Sergi Pascalovi, jenž také organizuje Tour du Haut Var. První ročník závodu v roce 2016 vyhrál Thomas Voeckler.  Mezi lety 2020 a 2022 byl závod součástí UCI ProSeries. Ročník 2023 byl zrušen kvůli finančním problémům. Závod se vrátil v roce 2024 v rámci UCI Europe Tour na úrovni 2.1.

## Trasa
Trasa závodu zahrnuje obvykle 4 etapy v departmentu Bouches-du-Rhône v regionu Provence-Alpes-Côte d'Azur na jihu Francie. Poslední etapa končí na Canebière, historické ulici na starém náměstí v Marseille, přímo před městskou radnicí. 

## Vítězové
| Rok  | Země                                | Jezdec                              | Tým                                 |
| ---- | ----------------------------------- | ----------------------------------- | ----------------------------------- |
| 2016 | Francie                             | Thomas Voeckler                     | Direct Énergie                      |
| 2017 | Austrálie                           | Rohan Dennis                        | BMC Racing Team                     |
| 2018 | Francie                             | Alexander Geniez                    | AG2R La Mondiale                    |
| 2019 | Španělsko                           | Gorka Izagirre                      | Astana                              |
| 2020 | Kolumbie                            | Nairo Quintana                      | Arkéa–Samsic                        |
| 2021 | Kolumbie                            | Iván Sosa                           | Ineos Grenadiers                    |
| 2022 | Kolumbie                            | Nairo Quintana                      | Arkéa–Samsic                        |
| 2023 | Nejelo se kvůli finančním problémům | Nejelo se kvůli finančním problémům | Nejelo se kvůli finančním problémům |
| 2024 | Dánsko                              | Mads Pedersen                       | Lidl–Trek                           |
| 2025 | Dánsko                              | Mads Pedersen                       | Lidl–Trek                           |